# جنگ آزادی‌بخش سوئد
جنگ آزادی بخش سوئد (۱۵۲۱–۱۵۲۳) جنگی داخلی در سوئد بود که طی آن، نیروهای سوئدی به فرماندهی گوستاو واسا بر دانمارکی‌ها به رهبری کریستیان دوم غلبه کرده و خود را از اتحاد کالمار مستقل نمودند.
جنگ در ژانویه ۱۵۲۱ میلادی آغاز شد. گوستاو واسا پس از تسخیر معدن کوپاربرگ و شهر وستروس، مردان زیادی را به ارتش خود جذب نمود. پس از این اتفاق، شهر لوبک پایتخت اتحادیه هانزه با سوئدی‌ها متحد شد. با تسخیر استکهلم در ۶ ژوئن ۱۵۲۳، سوئد مستقل شد و گوستاو واسا در شهر استرنگنس به عنوان پادشاه سوئد انتخاب گردید.
در سپتامبر همان سال، فنلاند سوئد نیز آزاد گشت. با پیمان مالمو در ۱ سپتامبر ۱۵۲۴، سوئد از اتحاد کالمار جدا شد.

## نبردها
- نبرد فالون (فوریه ۱۵۲۱)
- نبرد بورنباک فری (آوریل ۱۵۲۱)
- نبرد وستروس (۲۹ آوریل، ۱۵۲۱)
- تسخیر اوپسالا (۱۸ مه، ۱۵۲۱)
- تسخیر کالمار (۲۷ مه، ۱۵۲۳)
- نبرد استکهلم (۱۶–۱۷ ژوئن، ۱۵۲۳)